# Latin American Music Awards de 2016
A 2.ª edição anual do Latin American Music Awards foi realizada em 6 de outubro de 2016 no Dolby Theatre em Los Angeles, Califórnia, nos Estados Unidos. Apresentada pela cantora mexicana Lucero pelo segundo ano consecutivo, a cerimônia foi transmitida ao vivo pela Telemundo.

## Vencedores e indicados
As indicações foram divulgadas em 31 de agosto de 2016. Com seis indicações cada, Banda MS e Yandel lideram a lista de indicados, seguidos por Nicky Jam e Enrique Iglesias com cinco indicações, enquanto J Balvin e Los Plebes de Ariel Camacho têm quatro cada. Os vencedores estão listados em primeiro e em negrito.
|  | Indica o(s) vencedor(es) de cada categoria. |

| Artista do Ano | Artista Revelação do Ano |
| --- | --- |
| Enrique Iglesias - Banda Sinaloense MS de Sergio Lizárraga - J Balvin - Los Plebes del Rancho de Ariel Camacho - Nicky Jam                                                                                          | CNCO - Adriel Favela - Álvaro Soler - Jacob Forever - Sofía Reyes |
| Canção do Ano | Álbum do Ano |
| "Duele el Corazón" – Enrique Iglesias com part. de Wisin - "Encantadora" - Yandel - "Ginza" – J Balvin - "Hasta el Amanecer – Nicky Jam - "Solo Con Verte" – Banda Sinaloense MS de Sergio Lizárraga                | Dangerous – Yandel - Dale – Pitbull - Los Dúo, Vol. 2 – Juan Gabriel - Que Bendición – Banda Sinaloense MS de Sergio Lizárraga - Recuerden Mi Estilo – Los Plebes del Rancho de Ariel Camacho                                                          |
| Artista Feminina de Pop/Rock Favorita | Artista Revelação de Pop/Rock Favorito |
| Becky G - Gloria Trevi - Shakira | CNCO - Álvaro Soler - Sofía Reyes |
| Artista Masculino de Pop/Rock Favorito | Dupla ou Grupo de Pop/Rock Favorito |
| Enrique Iglesias - Christian Daniel - Juan Gabriel | CNCO - Jesse & Joy - Maná |
| Álbum de Pop/Rock Favorito | Canção de Pop/Rock Favorita |
| El Amor – Gloria Trevi - Los Dúo, Vol. 2 – Juan Gabriel - Un Besito Más – Jesse & Joy | "Duele el Corazón" – Enrique Iglesias com part. de Wisin - "Andas en Mi Cabeza" – Chino & Nacho com part. de Daddy Yankee - "El Mismo Sol" – Álvaro Soler com part. de Jennifer Lopez - "No Soy Una de Esas" – Jesse & Joy com part. de Alejandro Sanz |
| Artista Revelação Regional Mexicano Favorito | Artista Regional Mexicano Favorito |
| Adriel Favela - Banda Clave Nueva de Max Peraza - La Séptima Banda | Gerardo Ortiz - Remmy Valenzuela - Roberto Tapia |
| Dupla ou Grupo Mexicano Regional Favorito | Álbum Regional Mexicano Favorito |
| Banda Sinaloense MS de Sergio Lizárraga - Julión Álvarez y Su Norteño Banda - Los Plebes del Rancho de Ariel Camacho                                                                                                | Que Bendición – Banda Sinaloense MS de Sergio Lizárraga - Mis Ídolos, Hoy Mis Amigos!!! – Julión Álvarez y Su Norteño Banda - Recuerden Mi Estilo – Los Plebes del Rancho de Ariel Camacho                                                             |
| Canção Mexicana Regional Favorita | Artista Revelação Urbano Favorito |
| "Solo Con Verte" – Banda Sinaloense MS de Sergio Lizárraga - "¿Cuál Adiós?" – Banda Clave Nueva de Max Peraza - "Después de Ti, ¿Quién?" – La Addictiva Banda San José de Mesillas - "Préstamela A Mí" – Calibre 50 | Jacob Forever - Karol G - Osmani García |
| Artista Urbano Favorito | Dupla ou Grupo Urbano Favorito |
| J Balvin - Nicky Jam - Yandel | Zion & Lennox - Alexis & Fido - Baby Rasta & Gringo |
| Álbum Urbano Favorito | Canção Urbana Favorita |
| Visionary – Farruko - Dale – Pitbull - Dangerous – Yandel | "Ginza" – J Balvin - "Borró Cassette" - Maluma - "Encantadora" - Yandel - "Hasta el Amanecer" – Nicky Jam |
| Artista Revelação Tropical Favorito | Artista Tropical Favorito |
| Pirulo y La Tribu - Jay Ruiz - Jonathan Moly | Prince Royce - Gente de Zona - Víctor Manuelle |
| Álbum Tropical Favorito | Canção Tropical Favorita |
| Visualízate – Gente de Zona - Intensamente con Canciones de Juan Gabriel – India - Mi Mejor Regalo – Charlie Zaa | "Culpa al Corazón" – Prince Royce - "Culpables" – Jay Ruiz - "No Quería Engañarte" – Victor Manuelle - "Traidora" – Gente de Zona com part. de Marc Anthony                                                                                            |
| Colaboração Favorita | Favorite Crossover Artist |
| "Duele el Corazón" – Enrique Iglesias com part. de Wisin - "El perdedor" – Maluma com part. de Yandel - "Te Busco" – Cosculluela com part. de Nicky Jam                                                             | Justin Bieber - Drake - Meghan Trainor |
| Canção Crossover Favorita | Canção de Dance Favorita |
| "Love Yourself" – Justin Bieber - "Hello" – Adele - "One Dance" – Drake com part. de Wizkid and Kyla | "This Is What You Came For" – Calvin Harris com part. de Rihanna - "Don't Let Me Down" – The Chainsmokers com part. de Daya - "Never Forget You" – MNEK e Zara Larsson                                                                                 |